# 桑植县
29°24′03″N 110°09′09″E / 29.40083°N 110.15250°E
桑植县位于中国湖南省西北部，是张家界市下辖的一个县。区域总面积为3465平方公里，总人口約38万人。縣人民政府駐澧源镇。
该县主要资源为天然气、铁矿、煤炭、硅石和水资源。

## 历史
- 桑植上古史籍称古西南夷地。
- 夏、商属荆地。
- 西周属楚地，東周春秋时期属楚國巫郡慈姑县。
- 西汉至宋朝，之后相继分别隶属武陵郡充县、天门郡、临澧县、崇义县、慈利县等。
- 宋仁宗年间推行土司制度，置“桑植宣抚司”，因司治位于“桑植坪”而得名，之后沿袭至元、明、清各个朝代。
- 清朝雍正五年（1727年）嚴格執行改土归流政策。
- 雍正七年（1729年）设“桑植县”沿袭至今。
- 1927年—1935年，當時的在野黨中国共产党设立桑植县苏维埃政府，属湘鄂西和鄂川黔革命根据地。
- 1949年10月16日建立桑植县临时政府，次年3月29日成立桑植县政府，隶属永顺专署。
- 1952年撤销永顺专署，改由湘西苗族自治区代管。
- 1954年4月自治区改为自治州，改属湘西州。
- 1988年5月成立地级“大庸市”，桑植县划归大庸市管辖。
- 1994年4月大庸市更名为张家界市。

## 人口
桑植县第七次全国人口普查公报2020年末， 全县常住人口为376082人，与2010年第六次全国人口普查的380885人相比，减少4803人，降低1.26%。 全县共有家庭户 129938户，集体户3014户，家庭户人口为359634人，集体户人口为16448人。
2009年，全县总人口为456,958人。

## 經濟
全县国内生产总值为329,043万元（2009年）。

## 地理
桑植县位于东径109度41——110度46，北纬29度17——38度84，地处武陵山脉北麓，鄂西山地南端。位于湖南省西北部，隶属国际旅游新城——张家界市。相邻县级行政区有，东界慈利县、石门县和武陵源区，南毗永定区、永顺县，西接龙山县，北邻湖北宣恩县、鹤峰县。
距省会长沙456公里，离张家界市71公里，全县总面积3474平方公里。
桑植县大地构造单位属新华夏结构体系，杨予准地合的一部分。由于受八面山褶制约,地势由西北向东南倾斜，广泛分布为中山、低山地貌。全县地层主要属三迭中统，寒代下统，震旦系下统等，以三迭系和志留系为主。武陵山脉从贵州云雾山分成三支，其北支和中支延伸到桑植全境，形成40条主要山脉，多呈东北——西南走向有10426个大小山头，最高点八大公山主峰斗篷山海拔1890.4米，最低点竹叶坪白族乡柳杨溪河谷海拨154米；桑植境内溪河密布、水流湍急，常年不冻，有大小溪河410多条，占地面积5140公顷，每平方公里有河流0.12条，主要河流是澧水源和澧水一级支流娄水；最大的水库为双泉水库（中型水库）。
桑植县属中亚内陆季风气候，因地貌差异大，气候变化呈垂直规律，“一山有四季，十里不同天”。
| 桑植县（1981-2010） | 桑植县（1981-2010） | 桑植县（1981-2010） | 桑植县（1981-2010） | 桑植县（1981-2010） | 桑植县（1981-2010） | 桑植县（1981-2010） | 桑植县（1981-2010） | 桑植县（1981-2010） | 桑植县（1981-2010） | 桑植县（1981-2010） | 桑植县（1981-2010） | 桑植县（1981-2010） | 桑植县（1981-2010） |
| 月份                | 1月                 | 2月                 | 3月                 | 4月                 | 5月                 | 6月                 | 7月                 | 8月                 | 9月                 | 10月                | 11月                | 12月                | 全年                |
| ------------------- | ------------------- | ------------------- | ------------------- | ------------------- | ------------------- | ------------------- | ------------------- | ------------------- | ------------------- | ------------------- | ------------------- | ------------------- | ------------------- |
| 日均气温 °C（°F）   | 5.0 (41.0)          | 7.0 (44.6)          | 11.0 (51.8)         | 16.7 (62.1)         | 21.4 (70.5)         | 23.2 (73.8)         | 26.1 (79.0)         | 26.0 (78.8)         | 21.2 (70.2)         | 16.3 (61.3)         | 12.4 (54.3)         | 8.5 (47.3)          | 16.2 (61.2)         |
| 平均降水量 mm（）   | 38.8 (1.53)         | 44.2 (1.74)         | 60.4 (2.38)         | 80.2 (3.16)         | 100.5 (3.96)        | 130.8 (5.15)        | 133.4 (5.25)        | 110.6 (4.35)        | 85.1 (3.35)         | 65.5 (2.58)         | 50.0 (1.97)         | 40.4 (1.59)         | 939.9 (37.01)       |
| [ 來源請求 ]        |                     |                     |                     |                     |                     |                     |                     |                     |                     |                     |                     |                     |                     |

## 行政区划
桑植县下辖12个镇、6个乡、5个民族乡：
澧源镇、瑞塔铺镇、官地坪镇、凉水口镇、龙潭坪镇、五道水镇、陈家河镇、廖家村镇、利福塔镇、八大公山镇、桥自弯镇、人潮溪镇、空壳树乡、竹叶坪乡、走马坪白族乡、刘家坪白族乡、芙蓉桥白族乡、马合口白族乡、洪家关白族乡、沙塔坪乡、河口乡、上河溪乡和上洞街乡。

## 政治

### 现任领导
| 机构     | 桑植县人民政府 县长 | · 中国共产党 · 桑植县委员会 · 书记 | 桑植县人民代表大会 常务委员会 主任 | · 中国人民政治协商会议 · 桑植县委员会 · 主席 |
| -------- | ------------------- | ---------------------------------- | ---------------------------------- | -------------------------------------------- |
| 姓名     | 梁高武              | 曹飞                               | 杨绍武                             | 程持恒                                       |
| 民族     | 苗族                | 汉族                               | 土家族                             | 白族                                         |
| 出生地   |                     |                                    |                                    |                                              |
| 出生日期 | 1975年8月（49歲）   | 1975年11月（49歲）                 | 1969年10月（55歲）                 | 1974年2月（51歲）                            |
| 就任日期 | 2021年7月           | 2021年5月21日                      | 2021年                             | 2021年                                       |

## 交通
- 353国道过境。
- 黔张常铁路：桑植站

## 旅游
- 九天洞
- 赤溪河
- 苦竹寨
- 贺龙故居
- 中国工农红军第二方面军长征纪念碑
- 八大公山自然保护区

## 特产
桑植萝卜：中国地理标志产品。